# Сильвестр Маккой
Сильве́стр Макко́й (англ. Sylvester McCoy, имя при рождении Пе́рси Джеймс Па́трик Кент-Смит, англ. Percy James Patrick Kent-Smith; 20 августа 1943, Данун, Шотландия, Великобритания) — шотландский актёр, сыгравший роль седьмого Доктора в телесериале «Доктор Кто».

## Биография
Сильвестр Маккой родился в городке Данун на полуострове Коваль. Его мать была ирландкой, а отец — англичанином. Отец Маккоя погиб во время Второй мировой войны за пару месяцев до рождения сына, поэтому его воспитывали мать, бабушка и тёти. Начальное образование он получил в Дублине. В юности он хотел стать священником, но работал в страховой компании, где его заметил Кен Кэмпбелл.

## Карьера

### Доктор Кто(1987—1989,1996)

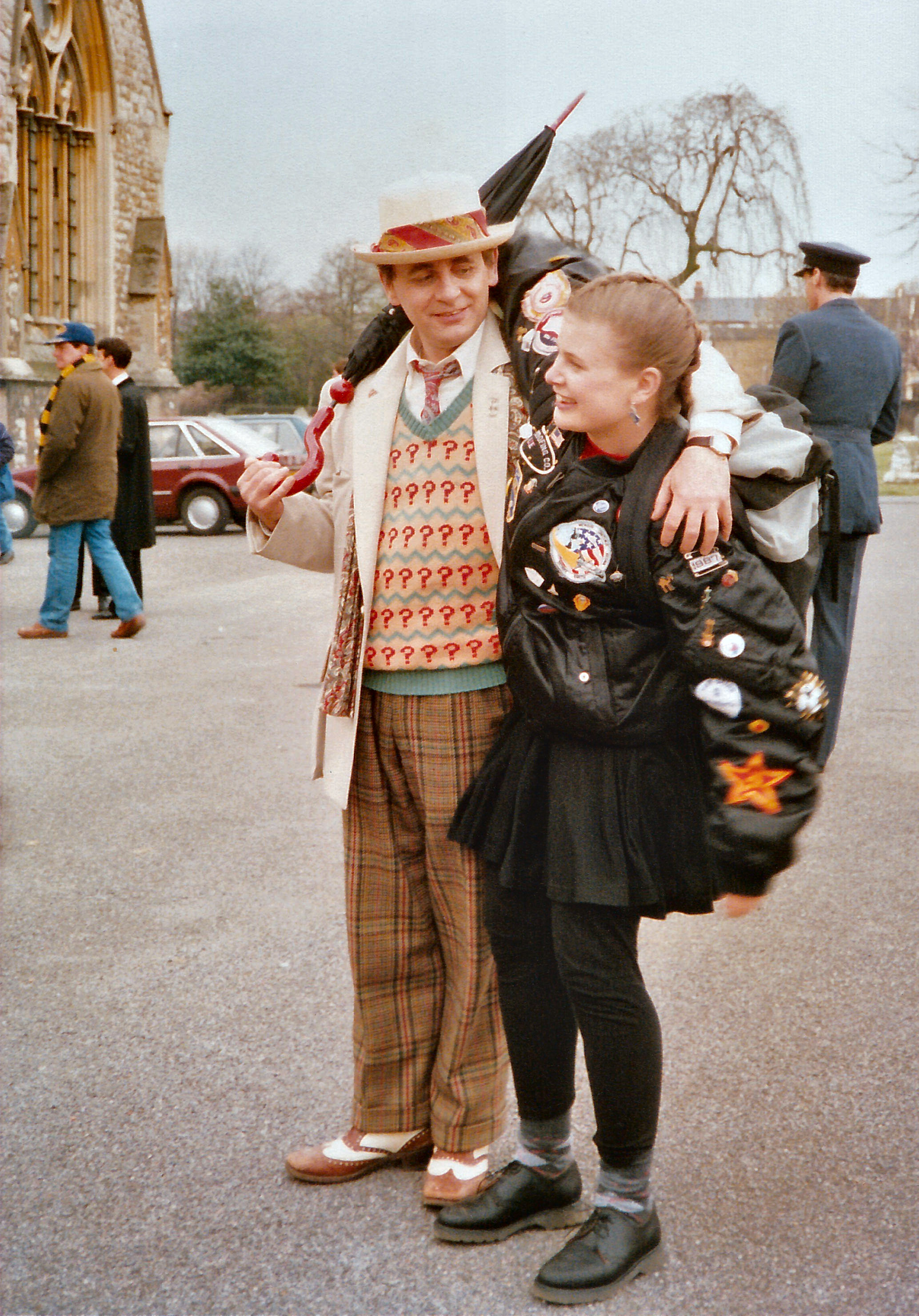
Маккой в роли Седьмого Доктора с Софи Алдред на съёмках, 1988 г.

Роль Доктора Маккой перенял от Колина Бейкера в 1987 и исполнял её до 1989, когда прекратилось производство сериала. Снова вернулся к этой роли в 1996, когда в полнометражном фильме «Доктор Кто» он регенерировал, став Восьмым Доктором, которого сыграл Пол Макганн. В первых сериях в роли Доктора Маккой изображал его с плоским чувством юмора, но сценарист Эндрю Картмел быстро исправил это, так как поклонники сериала жаловались, что и сам Доктор, и сюжеты серий стали легкомысленными. Седьмой Доктор развился в гораздо более таинственную фигуру, чем любая из предыдущих его инкарнаций. Он манипулировал людьми, как марионетками, и всегда складывалось впечатление, что его мотивы глубже, чем кажутся на первый взгляд. Маккой в целом был доволен таким ходом, ведь это позволит ему открыть себя как драматического актёра.
Отличительной особенностью Седьмого Доктора было также и то, что Маккой разговаривал со своим родным шотландским акцентом. В 1990 году читатели «Журнала Доктора Кто» признали Сильвестра Маккоя лучшим Доктором, предоставив ему преимущество перед вечным лидером — Томом Бейкером.

### После «Доктора Кто»
В 1997 году МакКой получил роль в телефильме пятого канала «После страха».
В начале девяностых Стивен Спилберг предложил ему роль губернатора Свона в фильме «Пираты Карибского моря: Проклятие Чёрной жемчужины», но руководство студии The Walt Disney Company тогда не выделили денег на съёмки фильма. Также он был одним из основных претендентов на роль Бильбо Бэггинса в фильме Питера Джексона «Властелин колец». Снялся в трилогии «Хоббит: Нежданное путешествие» в роли мага Радагаста Бурого.
В 2012 году он сыграл роль самоубийцы мистера Питерса в пьесе Дж. К. Маршалла «Плюм» в театре «Трон» в Глазго.

## Личная жизнь
У Маккоя и его жены Агнес Веркайк есть двое сыновей: Сэм (1976 г. р.), художник 3D, работавший над видеоигрой Return to Earth от Doctor Who, и Джо (1977 г. р.). Они были сняты для сериала «Доктор Кто»' "Проклятие Фенрика По словам Маккоя, его сыновья живут в Голландии и Таиланде.
Его бабушка и тети по материнской линии воспитали католиком, но сейчас он атеист.
Во время пандемии COVID-19 Маккой провёл часть карантина во Франции.

## Фильмография
- 1987—1989, 1996, 2022 — Доктор Кто — Седьмой Доктор
- 1965—1996 — Jackanory — Storyteller
- 1970—… — Великие представления / Great Perfomances — Fool
- 1974-1983 — Театр BBC2 / BBC2 Playhouse — kerwin
- 1979 — Дракула / Dracula — Walter
- 1979 — All the Fun of the Air — Scotch Jack
- 1979 — The Secret Policeman's Ball — играет самого себя
- 1981 — Tiny Revolutions — Cabaret comedian
- 1983—1989 — Драмарама / Dramarama — Дональд
- 1984—2001 — Surprise Surprise!(сериал) — играет самого себя
- 1984—2010 — Чисто английское убийство / The Bill… — Ian Drew
- 1985 — Последнее место на Земле / The Last Place on Earth — лейтенант Генри Бауэрс
- 1986—… — Катастрофа / Casualty — Эшли Милингтон
- 1987 — Three Kinds of Heat — Harry Pimm
- 1988 — Comic Relief — играет самого себя
- 1988—2011 — Rab C.Nessbitt Gash Senior
- 1991 — Thrill Kill Video Club — Spoons
- 1991 — Doctor Who: The Hartnell Years — играет самого себя
- 1992—2002 — Большой завтрак / The Big Breakfast — играет самого себя
- 1993 — Doctor Who:Dimensions in Time — Седьмой Доктор
- 1993 — The Airzone Solution — Anthony Stanwick
- 1993—2010 — GMTV — играет самого себя
- 1994 — Stranger Than Fiction
- 1994 — The Zero Imperative — Dr.Colin Dove
- 1995 — Прыгающие эльфы / Leapin’Leprechauns! — флинн
- 1995 — Stranger Than Fiction 2
- 1995—2012 Холлиокс / Hollyoaks — Leonard Cave
- 1996 — Доктор Кто / Doctor Who — The Doctor
- 1996 — Сокровища лепреконов / Spellbreaker:Secret of the Leprechauns — флинн
- 1996 — I Was a Doctor Who Monster — presenter
- 1997 — История Тома Джонса, найдёныша / The History of Tom Jones, a Foundling — Mr.Dowling
- 1997 — Beyond Fear — Michael Sams
- 1997 — Space Cadets — играет самого себя
- 2000 — The Mymbo Jumbo — Mr.Tallman
- 2000—… — Врачи / Doctors — The Amazing Lollipop Man
- 2000—… — Завтракать / Breakfast — играет самого себя
- 2001 — The 100 Greatest TV Characters — The Doctor
- 2001 — Do You Have a License to Save This Planet — The Foot Doctor
- 2002 — The Shieling of the One Night — Fergus
- 2002—2007 — Всё ещё игра / Still Game — Арчи
- 2005—2011 — Доктор Кто: Конфиденциально / The Doctor Who Confidential — играет самого себя
- 2006 — Mayo — Reverend Beaver
- 2006 — The Dalek Tapes — The Doctor
- 2007 — 50 лучших телевизионных драм / The 50 Greatest Television Dramas — The Doctor
- 2008 — Король Лир / King Lear — Fool
- 2009 — The Academy — Felix
- 2009 — The Academy Part 2 — Felix
- 2010 — Задаваки панка / Punk Strut:The Movie — Dj
- 2010 — BBC Proms — The Doctor
- 2012 — Эльдорадо | Eldorado — General Zwick
- 2012 — Highway to Hell — General Zwick
- 2013 — (Почти) Пять Докторов: Перезагрузка / The Five(ish) Doctors Reboot — в роли себя
- 2013 — Хоббит: Пустошь Смауга / The Hobbit: The Desolation of Smaug — Радагаст Бурый
- 2013 — Red Claw Way — Paley
- 2014 — Хоббит: Битва пяти воинств / The Hobbit: The Battle of the Five Armies — Радагаст Бурый
- 2017 — Восьмое чувство / Sense8 — Старик Хой
- 2020 — Не входи / The Owners — Ричард Хаггинс